# Corrado Augias
Corrado Augias (AFI: /ˈauʤas/; Roma, 26 gennaio 1935) è un giornalista, scrittore, conduttore televisivo, autore televisivo, drammaturgo ed ex politico italiano.

## Biografia

### Primi anni
È nato e cresciuto a Roma in una famiglia di origine francese (di Tolone, in Provenza) e più ancestralmente sarda per parte di padre, Carlo Augias, un ufficiale della Regia Aeronautica; la nonna materna era invece ebrea. Augias venne battezzato cattolico, religione di entrambi i genitori.

### Giornalista
Entrò in Rai nel 1960 come funzionario di fascia C. Iscritto all'Ordine dei giornalisti dal 1º aprile 1969 come giornalista professionista, ha curato le corrispondenze da New York per la Rai dal 1966 al 1968 e in seguito da Parigi per i settimanali L'Espresso e Panorama. Nel novembre 1975 fu di nuovo inviato a New York per il quotidiano la Repubblica che sarebbe nato alcuni mesi dopo.
Collaboratore storico del quotidiano romano, si è occupato per vent'anni - dal 2001 al primo marzo 2021 - della rubrica delle lettere inviate dai lettori al giornale, rispondendo a quasi seimila lettere. Una selezione di queste lettere-risposte è stata raccolta in un libro, uscito in edicola nel 2021. Tra le tematiche più ricorrenti delle lettere si ritrovano il pluralismo, la laicità, le questioni etiche, la democrazia, i diritti umani. Dal 2021 conduce, assieme a Giorgio Zanchini, il programma TV Rebus, in onda tutte le domeniche su Rai 3.

### Scrittore

Corrado Augias nel 1980

Scrittore giallista, è autore di una trilogia (Quel treno da Vienna, Il fazzoletto azzurro, L'ultima primavera, da cui fu tratta la miniserie Guerra di spie) ambientata nei primi decenni del Novecento e avente come protagonista Giovanni Sperelli, fratellastro del dannunziano Andrea (protagonista del romanzo Il Piacere). In questi testi "Augias coniuga alla sua misura di romanziere elegante, disinvolto e in qualche modo ammiccante alla narrativa ben fatta anglosassone, la sua pungente, golosa e insinuante curiosità di saggista del costume italiano" .  Seguono i romanzi Sette delitti quasi perfetti, Una ragazza per la notte, Quella mattina di luglio e  Tre colonne in cronaca, scritto insieme alla moglie Daniela Pasti. Ha inoltre scritto il libro Giornali e spie nel quale ricostruisce una vicenda di spionaggio realmente avvenuta nel 1917. 
È stato autore teatrale appartenente all'avanguardia teatrale romana del Teatro del 101. Ha realizzato Direzione Memorie, Riflessi di conoscenza e L'onesto Jago.
Ha scritto una fortunata serie di saggi incentrati su varie città: I segreti di Parigi (1996), I segreti di New York (2000), I segreti di Londra (2003), I segreti di Roma (2005) e I segreti di Istanbul (2016). In questi libri affronta temi storici, culturali e artistici, approfondendo cronache famose o dimenticate, il costume e il fascino immortale di queste metropoli.
È autore di un saggio-racconto intitolato Il viaggiatore alato incentrato sulla vita del pittore livornese Amedeo Modigliani.
Nel 2006, in collaborazione con il docente bolognese Mauro Pesce, ha pubblicato il libro Inchiesta su Gesù nel quale affronta i molti aspetti più o meno noti della persona e del personaggio Gesù sotto forma di un dialogo fra i due autori. Il libro ha venduto molte copie e alimentato molte polemiche tra cattolici (che hanno accusato Augias e Pesce di «attaccare frontalmente la fede») ed evangelici.
Nel 2007, per Arnoldo Mondadori Editore, ha pubblicato Leggere. Perché i libri ci rendono migliori, più allegri e più liberi, un'appassionata e argomentata difesa della lettura. Nel 2008 ha pubblicato il saggio Inchiesta sul cristianesimo. Come si costruisce una religione, nel quale dialoga sullo sviluppo del cristianesimo nella storia con il docente di letteratura cristiana antica e storia del cristianesimo antico all'Università di Milano Remo Cacitti.
Nel 2009 è coautore insieme a Vito Mancuso di Disputa su Dio e dintorni, edito da Arnoldo Mondadori Editore, in cui Corrado Augias ribadisce di essere ateo. Il libro è stato al centro di numerose polemiche, anche con lo stesso co-autore, per le accuse di plagio nella parte che ospita le conclusioni, quasi identiche a un passo de La creazione (edito in Italia da Adelphi, 2008) del noto biologo di Harvard Edward Osborne Wilson.
Nel 2010 pubblica I segreti del Vaticano, nel quale si occupa delle tematiche di potere che coinvolgono lo Stato del Vaticano e sottolinea il bisogno di laicità nella cosa pubblica.
Nel febbraio 2012 pubblica per Rizzoli Il disagio della libertà. Nel luglio presenta il libro Il disagio della libertà. Perché agli italiani piace avere un padrone, a Villa del Vascello, con il Grande Oriente d'Italia. Infine in settembre pubblica I segreti d'Italia.
Nel 2022 pubblica per Einaudi La fine di Roma. Trionfo del cristianesimo, morte dell'Impero, un saggio sul passaggio dal paganesimo al cristianesimo dell'Impero romano.

### Autore e conduttore televisivo

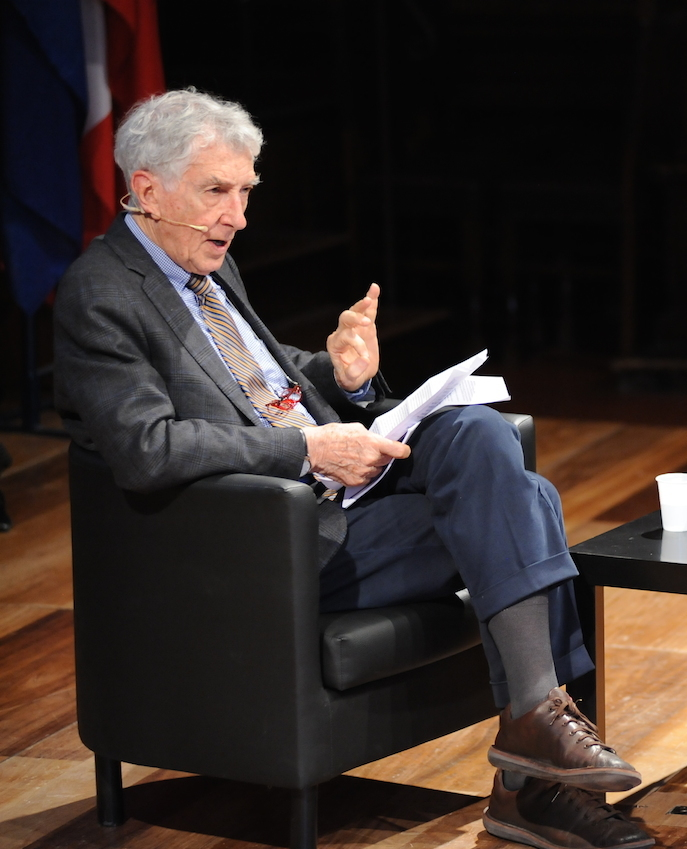
Corrado Augias nel 2014

Augias ha inoltre ideato e condotto programmi di successo e rilievo culturale tra i quali dal 1987 Telefono giallo, dal quale ha tratto un'omonima raccolta dei casi trattati in trasmissione, e il programma culturale Babele, dedicato interamente ai libri. È rimasta nella memoria una puntata di Telefono giallo dedicata alla strage di Ustica, durante la quale telefonò un ufficiale in servizio la sera della tragedia che comunicò dei particolari così rilevanti da spingere l'allora pubblico ministero Paolo Borsellino a riaprire l'inchiesta. La trasmissione fu bruscamente interrotta nel 1992 in seguito a varie polemiche, anche di tipo giudiziario.
Lasciata la Rai per Telemontecarlo, nel 1994 ha ideato e condotto Domino. Augias ha condotto con Luciano Rispoli, Sandro Curzi e Federico Fazzuoli una serie di trasmissioni a cui hanno partecipato i maggiori leader politici, durante la campagna elettorale per le elezioni politiche.
Dopo la parentesi parlamentare (1994-1999), nel 2003 torna su Rai 3. Ha condotto fino a maggio 2013 la striscia Le storie - Diario italiano, un approfondimento culturale quotidiano della durata di circa 30 minuti sugli argomenti più disparati, dalla musica, alla letteratura, dalla storia recente, alle arti figurative.
Dal 2005 conduce periodicamente, sullo stesso canale televisivo, la trasmissione Enigma, dedicata a fatti e personaggi del passato. Sempre su Rai 3 ha condotto la rubrica mattutina Le storie in Cominciamo bene, poi divenuta un programma autonomo intitolato Le storie - Diario italiano. È inoltre autore della raccolta di DVD I segreti della musica in uscita settimanale con L'Espresso o la Repubblica, accompagnato dal maestro Giuseppe Modugno. Questa raccolta ripercorre vita e opere dei più grandi geni della musica occidentale moderna rivisti in chiave contemporanea.
Il 7 aprile 2014 va in onda la prima puntata di Visionari, un programma trasmesso da Rai 3 in seconda serata, con cui Augias torna alla conduzione dopo quasi un anno dal ritiro da Le storie - Diario italiano. Visionari è un programma di approfondimento culturale in cui il giornalista "intervista" in maniera sceneggiata uomini e donne che hanno cambiato il volto del mondo grazie alle loro innovazioni. La puntata inaugurale di Visionari, dedicata a Charles Darwin, raccoglie 1 146 000 telespettatori e il 6,69% di share ed è il programma più visto in termini di ascolti in seconda serata dopo Porta a Porta. Anche se i dati di ascolto delle puntate successive oscillano tra il 5 e il 3%, il programma viene riproposto anche nella stagione successiva.
Dal 2016 al 2019 ha scritto e condotto Quante storie, trasmissione di Rai 3 che ha raccolto l'eredità di Le storie - Diario italiano. Il programma, in onda alle 12:45 dal lunedì al venerdì, pone la sua attenzione sui temi dell'attualità e sulle ultime novità editoriali, discusse e commentate in studio con autori e spettatori.
Dal 2018 su Rai 3 conduce Città segrete, programma documentaristico che racconta in ogni puntata una diversa città, anche attraverso le biografie di personaggi celebri legati ad ognuna di esse.
Dal 2023 non conduce più Rebus e lascia la Rai per LA7, dove, dal 4 dicembre 2023, conduce la trasmissione La Torre di Babele.

### Parlamentare europeo
Alle elezioni europee del 1994 viene eletto deputato come indipendente nelle liste del Partito Democratico della Sinistra dell'Italia meridionale con 168 735 preferenze.
Augias ha dichiarato che la decisione della candidatura, già maturata in precedenza, fu compiuta dopo uno scontro televisivo con il leader del partito Forza Italia Silvio Berlusconi, avvenuto il 19 marzo 1994 durante la trasmissione Domino dove Silvio Berlusconi aveva parlato di "provocazione" e di "solito sistema che la sinistra ha imparato alla scuola del KGB", in risposta ad una domanda di Augias sulla propria iscrizione alla loggia massonica P2.
Ricandidatosi nel 1999 coi Democratici di Sinistra, raccolse 48 529 preferenze e non fu rieletto.
Sono stati oggetto di indagine i suoi presunti legami, della fine degli anni sessanta, con i servizi segreti cecoslovacchi usando lo pseudonimo Donat.

## Vita privata
È sposato con la giornalista Daniela Pasti, figlia del generale Nino Pasti, dalla quale ha avuto una figlia, la giornalista Rai Natalia Augias.
Augias si dichiara ateo, esprimendosi spesso a favore di tematiche legate alla laicità e ad altre tematiche etiche, partecipando come firmatario a raccolte firme, o come ospite a confronti e dibattiti anche televisivi.
È socio onorario dell'associazione Libera Uscita per la legalizzazione dell'eutanasia. Riguardo a questo tema, dal 2006 scrive su la Repubblica in favore del diritto all'eutanasia. È sostenitore della campagna Eutanasia Legale promossa dall'Associazione Luca Coscioni e dai Radicali Italiani, per la quale ha partecipato a due video-appelli.

## Opere

### Narrativa
- Quel treno da Vienna, Milano, Rizzoli, 1981.
- Il fazzoletto azzurro, Milano, Rizzoli, 1983.
- L'ultima primavera, Milano, Rizzoli, 1985, ISBN 978-88-17-66031-0.
- C. Augias-Daniela Pasti, Tre colonne in cronaca, Milano, A. Mondadori, 1987. ISBN 978-88-04-30238-4.
- Telefono giallo. Sette delitti quasi perfetti, Milano, A. Mondadori, 1989, ISBN 978-88-04-32568-0.
- Una ragazza per la notte, Milano, Rizzoli, 1992. ISBN 978-88-17-66033-4.
- Una manciata di fango, Milano, Rizzoli, 1993. ISBN 978-88-17-66029-7.
- Quella mattina di luglio, Milano, Rizzoli, 1995, ISBN 978-88-17-66028-0.
- Il lato oscuro del cuore, Torino, Einaudi, 2014, ISBN 978-88-06-22281-9.
- Le inchieste del commissario Sperelli, Milano, Oscar Mondadori, 2015, ISBN 978-88-04-65656-2. [Contiene: Quel treno da Vienna; Il fazzoletto azzurro; L'ultima primavera].

### Saggistica
- Appunti per una discussione sul ruolo della critica, in Socialismo e teatro, Bari, Dedalo, 1971.
- 1978, cronaca di un anno drammatico, Roma, L'Espresso, 1978.
- "Cuore" e "Piacere", Collezione L'Italia dal 1861 a oggi. I Grandi Eventi, Milano, Fabbri Editori, 1983.
- Giornali e spie. Faccendieri internazionali, giornalisti corrotti e società segrete nell'Italia della grande guerra, Milano, A. Mondadori, 1983; riedito come Il Paese in vendita. Società segrete, corruttori e faccendieri nell'Italia della Grande Guerra, Milano, BUR Rizzoli, 2013, ISBN 978-88-17-06507-8.
- Paesaggi di Maremma nei dipinti di Savina Tavano Amodeo, Firenze, Vallecchi, 1992.
- Italia. Istruzioni per l'uso, con Franco Cardini, Furio Colombo, Tullio De Mauro, Renzo Foa, Paul Ginsborg, Andrea Manzella, Alfredo Reichlin e Francesca Sanvitale, Firenze, Giunti, 1996, ISBN 978-88-09-20822-3.
- I segreti di Parigi. Luoghi, storie e personaggi di una capitale, Milano, Mondadori, 1996, ISBN 978-88-04-41576-3; Nuova ed. aumentata, Mondadori, 2015.
- Il viaggiatore alato. Vita breve e ribelle di Amedeo Modigliani, Collezione Le Scie, Milano, Mondadori, 1998, ISBN 978-88-04-43646-1; col titolo Modigliani. L'ultimo romantico, Collana Oscar Bestsellers, Milano, Mondadori, 1999-2017, ISBN 978-88-04-46883-7; Collana Super ET, Torino, Einaudi, 2020, ISBN 978-88-062-4622-8.
- I segreti di New York. Storie, luoghi e personaggi di una metropoli, Milano, Mondadori, 2000, ISBN 978-88-04-48174-4.
- I segreti di Londra. Storie, luoghi e personaggi di una capitale, Milano, Mondadori, 2003, ISBN 978-88-04-49863-6.
- I segreti di Roma. Storie, luoghi e personaggi di una capitale, Milano, Mondadori, 2005, ISBN 978-88-04-54399-2.
- Inchiesta su Gesù. Chi era l'uomo che ha cambiato il mondo, Milano, Mondadori, 2006, ISBN 978-88-04-56001-2; Vignola, Banca CRV, 2007.
- Leggere. Perché i libri ci rendono migliori, più allegri e più liberi, Milano, Mondadori, 2007, ISBN 978-88-04-57324-1.
- Le fiamme e la ragione. Giordano Bruno, Campo de' Fiori, 17 febbraio 1600, commento introduttivo di Gustavo Zagrebelsky, con DVD, Bologna, Promo Music Books, 2008, ISBN 978-88-902950-4-1.
- C. Augias-Remo Cacitti, Inchiesta sul cristianesimo. Come si costruisce una religione, Milano, Mondadori, 2008, ISBN 978-88-04-58303-5.
- C. Augias-Vito Mancuso, Disputa su Dio e dintorni, Milano, Mondadori, 2009, ISBN 978-88-04-59126-9, Premio Nazionale Rhegium Julii, saggistica.[39]
- I segreti del Vaticano. Storie, luoghi, personaggi di un potere millenario, Milano, Mondadori, 2010, ISBN 978-88-04-60324-5.
- (FR)  L'Italie expliquée aux Français, Paris, Flammarion, 2011, ISBN 978-2-08-126435-9.
- Il disagio della libertà. Perché agli italiani piace avere un padrone, Milano, Rizzoli, 2012, ISBN 978-88-17-05507-9.
- I segreti d'Italia. Storie, luoghi, personaggi nel romanzo di una nazione, Milano, Rizzoli, 2012, ISBN 978-88-17-06082-0.
- C. Augias - Marco Vannini, Inchiesta su Maria. La storia vera della fanciulla che divenne mito, Milano, Rizzoli, 2013, ISBN 978-88-17-06589-4.
- Tra Cesare e Dio. Come la rivoluzione di papa Francesco cambierà gli italiani, Milano, Rizzoli, 2014, ISBN 978-88-17-07424-7.
- AA.VV., Scienza e Laicità, collana Quaderni Laici, Torino, Claudiana, 2014, ISBN 978-88-701-6987-4.
- Le ultime diciotto ore di Gesù, Torino, Einaudi, 2015, ISBN 978-88-06-22365-6.
- I segreti di Istanbul. Storie, luoghi e leggende di una capitale, Collana Frontiere, Torino, Einaudi, 2016, ISBN 978-88-06-22366-3.
- Questa nostra Italia. Luoghi del cuore e della memoria, Collana Frontiere, Torino, Einaudi, 2017, ISBN 978-88-06-23279-5.
- C. Augias-Giovanni Filoramo, Il grande romanzo dei Vangeli, Collana Frontiere, Torino, Einaudi, 2019, ISBN 978-88-062-3280-1.
- Breviario per un confuso presente, Collana Frontiere, Torino, Einaudi, 2020, ISBN 978-88-062-3281-8.
- Caro Augias. Le storie degli italiani in vent'anni di lettere a Repubblica, a cura di C. Augias e Luigi Gaetani, Roma, GEDI, 2021.
- La fine di Roma. Trionfo del Cristianesimo, morte dell'Impero, Collana Frontiere, Torino, Einaudi, 2022, ISBN 978-88-062-5436-0. - col titolo I segreti di Roma cristiana, Collana Super ET, Einaudi, 2024, ISBN 978-88-062-5921-1.
- Paolo. L'uomo che inventò il Cristianesimo, Roma, Rai Libri, 2023, ISBN 978-88-397-1872-3.
- La vita s'impara, Collana Frontiere, Torino, Einaudi, 2024, ISBN 978-88-062-5959-4.
- La musica per me, Collana Frontiere, Torino, Einaudi, 2025, ISBN 978-88-062-6837-4.

### Teatro
- L'onesto Jago, Genova, Teatro di Genova, 1984.
- Teatro, Milano, Sipario, 1992.
- C. Augias e Vladimiro Polchi, Il sangue e il potere. Processo a Giulio Cesare, Tiberio e Nerone, Collana ET, Torino, Einaudi, 2008, ISBN 978-88-06-19300-3. [contiene: Processo a Cesare. Anatomia di un omicidio, Processo a Tiberio. L'ombra del Calvario, Processo a Nerone. Le confessioni di Agrippina]

### Curatele
- Teatro del Grand Guignol, Torino, Einaudi, 1972.
- Quelle signorine, curatela con Michele Falzone del Barbaro e Marco Antonetto, Milano, Longanesi, 1980.
- Racconti parigini, Collana Supercoralli, Torino, Einaudi, 2018, ISBN 978-88-062-3969-5.

### Traduzioni
- Edward Albee, Marina, Collezione di teatro, Torino, Einaudi, 1977.

### Prefazioni
- S.S. Van Dine, La canarina assassinata, Roma-Milano, L'Unità-Mondadori, 1992.
- S.S. Van Dine, La fine dei Greene, Roma-Milano, L'Unità-Mondadori, 1992.
- S.S. Van Dine, La strana morte del signor Benson, Roma-Milano, L'Unità-Mondadori, 1992.
- Guy De Maupassant, Racconti del crimine, Collana ET Classici, Torino, Einaudi, 1994, ISBN 978-88-061-3504-1.
- AA.VV., Giallo Natale. Venti grandi autori celebrano le feste, Torino, Cairo, 2006; Milano, Mondolibri, 2006.
- AA.VV., Menti criminali, Collana Frontiere, Torino, Einaudi, 2011, ISBN 978-88-062-0531-7.
- Giovanni Verusio, Sui campi di battaglia. Da James Brooke a Võ Nguyên Giáp, Biblioteca, Bagno a Ripoli, Passigli, 2021, ISBN 978-88-368-1825-9.
- Emma Bonino-Pier Virgilio Dastoli-Luca Cambi, A che ci serve l'Europa, Venezia, Marsilio, 2024, ISBN 978-88-297-2073-6.
- Altiero Spinelli-Ernesto Rossi, Il Manifesto di Ventotene. Per un'Europa libera e unita, Roma, GEDI, in allegato a "La Repubblica", 2025.

## Programmi televisivi
- TG1 (Programma Nazionale, 1966-1969)
- Grandi direttori d'orchestra (Rete 1, 1980)
- Telefono giallo (Rai 3, 1987-1992)
- Babele (Rai 3, 1991-1993)
- Omnibus Tre (Rai 3, 1993)
- Ritornano? Dal Nord Europa al Mediterraneo, l'ombra lunga dell'intolleranza (Rai 3, 1993)
- Domino (Telemontecarlo, 1994)
- Caro lettore, tuo Augias (Telemontecarlo, 1994)
- Concerto per la pace (Telemontecarlo, 1994)
- Il delitto della Sapienza (Rai 2, 1997)
- Diana - Il rosa, il giallo, il nero (Rai 2, 1997)
- Premio Campiello (Rai 1, 2001-2003)
- Il Giallo della Contessa (Rai 2, 2001)
- Il Giallo di Novi Ligure (Rai 2, 2001)
- Cominciamo bene - Le storie (Rai 3, 2003-2010)
- Enigma (Rai 3, 2005-2009)
- Le storie - Diario italiano (Rai 3, 2010-2013)
- Visionari (Rai 3, 2014-2016)
- Quante storie (Rai 3, 2016-2019)
- Città segrete (Rai 3, 2018-2019, 2021-2023)
- Rebus (Rai 3, 2021-2023)
- La gioia della musica (Rai 3, 2022-2024)
- Speciale La gioia della musica - Callas segreta (Rai 3, 2023)
- La torre di Babele (LA7, dal 2023)
- La Torre di Babele Doc (LA7, dal 2024)

## Teatro
- Direzione memorie (1965)
- Riflessi di coscienza (1968)
- L'onesto Jago (1984)
- Le fiamme e la ragione (2008)
- Raccontare Chopin (2010)
- Nel nome di Gesù (2010)

## Riconoscimenti
- Premio Art.3
  - 2006
- Premio Cesare Pavese
  - 2018
- Premio Chiara
  - 2022 - Premio alla carriera[43]
- Premio Flaiano
  - 2002 - Premio alla carriera[44]
- Premio Indro Montanelli
  - 2021 - Premio alla miglior conduzione televisiva per Rebus (condiviso con Giorgio Zanchini)
- Premio Laico dell'Anno
  - 2013[45][46]
- Premio Nazionale Rhegium Julii
  - Per la narrativa per Quel treno da Vienna[39]
- Premio Rugarli
  - 2020[47]

## Omaggi
- Nel 1999 a Corrado Augias è stato dedicato l'asteroide della fascia principale 75225 Corradoaugias.